# Éric Boullier
Pour les articles homonymes, voir Boullier.
Éric Boullier, né le 9 novembre 1973 à Laval (Mayenne, France), est un ingénieur français. 
Directeur de l'écurie de Formule 1 Renault F1 Team puis Lotus F1 Team de janvier 2010 à janvier 2014, il rejoint l'écurie McLaren Racing à l'entame de la saison 2014 et démissionne en juillet 2018.
Il a été le vice-président de la Formula One Teams Association (FOTA),.

## Biographie
Éric Boullier est un ancien élève de l'Institut polytechnique des sciences avancées. 
Dès 1999, il fait ses débuts dans le sport automobile en intégrant l'écurie française DAMS en tant qu'ingénieur piste dans les programmes Formule 3000 et 24 Heures du Mans. En 2002, il participe avec DAMS au tournage du film Michel Vaillant qui se déroule aux 24 Heures du Mans dans l'équipe Leader. Puis, il quitte DAMS pour rejoindre en tant qu'ingénieur en chef l'équipe espagnole Racing Engineering, qui avec Franck Montagny remporte le championnat de World Series by Nissan. L'année suivante, il fait son retour chez DAMS où, dans le rôle de directeur technique, il est chargé de l'engagement de l'écurie dans les championnats GP2 Series et A1 Grand Prix. C'est d'ailleurs sous sa direction qu'en 2007, l'équipe de France d'A1GP remporte le championnat.
À la fin de 2008, Éric Boullier donne une nouvelle orientation à sa carrière lorsqu'il accepte l'offre du fonds d'investissement luxembourgeois Genii Capital de prendre la direction de Gravity Sport Management, une structure de management de jeunes pilotes parmi lesquels Ho-Pin Tung, Adrien Tambay, Jérôme d'Ambrosio et Christian Vietoris. 
À l'issue de la saison 2009, ébranlé par le scandale lié au Grand Prix de Singapour 2008, Renault cède 75 % de Renault F1 Team à Genii Capital, qui nomme Éric Boullier à la tête de l'écurie en janvier 2010. Il quitte le poste fin janvier 2014 pour devenir directeur de la compétition de McLaren Racing,.
Il démissionne de l'équipe McLaren le 4 juillet 2018 et est remplacé par Gil de Ferran,.
En janvier 2020, après en avoir été conseiller technique, il est nommé directeur général du Grand Prix de France.